# جون دبليو. كولير
جون دبليو. كولير (بالإنجليزية: John W. Collier)‏ هو جندي أمريكي، ولد في 3 أبريل 1929 في ورثينغتون في الولايات المتحدة، وتوفي في 19 سبتمبر 1950 في كوريا في ممالك كوريا الثلاث.